# Малая Горбаша (Черняховский район)
Ма́лая Горба́ша (укр. Мала Горбаша) — село на Украине, основано в 1610 году, находится в Черняховском районе Житомирской области.
Код КОАТУУ — 1825681002. Население по переписи 2001 года составляет 285 человек. Почтовый индекс — 12335. Телефонный код — 4134. Занимает площадь 11,1 км².

## Адрес местного совета
12343, Житомирская обл., Черняховский р-н, с. Великая Горбаша, ул. Первомайская, 1; тел. 2-15-05.